# Instituto Geográfico Nacional de Guatemala
El Instituto Geográfico Nacional "Ingeniero Alfredo Obiols Gómez" (IGN) es un organismo científico del gobierno de Guatemala. Es la Agencia Cartográfica Nacional de Guatemala.

## Historia
IGN fue creado el 29 de diciembre de 1964. En la década de 1930, los proyectos cartográficos fueron realizados por comisiones de cartografía ad hoc que fueron principalmente responsables para el levantamiento de encuestas limítrofes. En 1945 fue creado el Departamento de Mapas y Cartografía, la que se transformó en Instituto Geográfico Nacional en 1964.
En 1982, el Instituto cambió su nombre a Instituto Geográfico Militar (IGM), tras una fusión con el Servicio Cartográfico Militar, y se convirtió en una dependencia del Ministerio de Defensa. En enero de 1998, a raíz de la desmilitarización de las instituciones estatales previstas en los Acuerdos de Paz firmados en 1996, el IGN fue reinstalado como una dependencia del Ministerio de Comunicaciones, Infraestructura y Vivienda, pasando a ser una dependencia del Ministerio de Agricultura, Ganadería y Alimentación (MAGA) en septiembre de 2006.

## Trabajo Institucional
El IGN está organizado en 5 divisiones técnicas: División de Geodesia (una de las Ciencias de la Tierra y una Ingeniería. Trata del levantamiento y de la representación de la forma y de la superficie de la Tierra, global y parcial, con sus formas naturales y artificiales), División de Fotogrametría (es una técnica para determinar las propiedades geométricas de los objetos y las situaciones espaciales a partir de imágenes fotográficas. Puede ser de corto o largo alcance), División de Cartografía (es la ciencia que se encarga de reunir y analizar medidas y datos de regiones de la Tierra, para representarlas gráficamente a diferentes dimensiones lineales), División de Información Geográfica (es la ciencia que trata de la descripción o de la representación gráfica de la Tierra.1 2 En sentido amplio es la ciencia que estudia la superficie terrestre, las sociedades que la habitan y los territorios, paisajes, lugares o regiones que la forman al relacionarse entre sí), División de Apoyo al Catastro.

### Organización
- Dirección General
  - Secretaría General
    - Unidad de Acceso a la Información Publica y Comunicación Social

  - Subdirección General

AREA TÉCNICA DE LA INSTITUCIÓN:
- -     - División de Geodesia
    - División de Fotogrametría
    - División de Cartografía
    - División de Información Geográfica
    - División de Apoyo al Catastro
    - División de Informática

ÁREA ADMINISTRATIVA DE LA INSTITUCIÓN
- -     - Área de Mercadeo y Ventas
    - Área Financiera
    - Área de Bienes y Servicios
    - Área de Recursos Humanos